# ولسوالی خواجه سبزپوش ولی
ولسوالی خواجه سبزپوش ولی یکی از ۱۴ ولسوالی‌‌‌‌ ولایت فاریاب، به مرکزیت شهر جمعه بازار در شمال غربی افغانستان است. خواجه سبزپوش ولی از ولسوالی‌های درجه دوم ولایت فاریاب بوده، پهناوری آن ۸۰۰ کیلومتر مربع است و با ۵۸٬۳۹۸ نفر جمعیت در سال ۱۳۹۹، نهمین ولسوالی پر جمعیت‌ ولایت فاریاب می‌باشد.
ولسوالی خواجه سبزپوش ولی از شمال با ولسوالی شیرین‌تگاب، از شرق با ولایت جوزجان، از جنوب و غرب با ولسوالی پشتون‌کوت و از جنوب غرب با ولسوالی میمنه محدود می‌باشد.

## منبع‌ها
1. ↑  «برآورد نفوس کشور:١٣٩٩» (PDF). اداراه احصائیه مرکزی افغانستان. ٢٨ می ٢٠٢٠. بایگانی‌شده از اصلی (PDF) در ۳ ژوئیه ۲۰۲۰. دریافت‌شده در ٢٨ می ٢٠٢١.
2. ↑  «جمعیت‌شناسی و جمعیت ولایت فاریاب» (PDF). هیئت معاونیت ملل متحد در افغانستان و سالنامۀ آماری افغانستان، سال ۲۰۰۶ میلادی. وزارت احیا و انکشاف دهات افغانستان. دریافت‌شده در ۱۲-۱۲-۱۳۹۰. تاریخ وارد شده در |تاریخ بازدید= را بررسی کنید (کمک)